# Northrop Frye
Herman Northrop Frye (14 de julho de 1912 – 23 de janeiro de 1991) foi um crítico literário canadense, um dos mais célebres do século XX. Frye ganhou visibilidade internacional com seu primeiro livro, Fearful Symmetry (1947), que sugere uma reinterpretação da obra poética de William Blake.
Frye foi responsável pela elaboração da teoria dos arquétipos da literatura. Ao contrário de Carl Jung, Frye não se interessava pelo inconsciente coletivo, pois, como o inconsciente é incognoscível, não pode ser estudado. Como os arquétipos surgiram também não interessava a Frye, seu interesse é exclusivamente na função e o efeito dos arquétipos. Para Frye, os arquétipos literários "desempenham um papel essencial na remodelação do universo material em um universo verbal alternativo humanamente inteligível e viável, porque é adaptado às necessidades e preocupações humanas essenciais”.
O crítico americano, Harold Bloom, comentou na época da publicação de Anatomia da Crítica, um dos mais importantes trabalhos de teoria literária publicados no século XX, que esta obra estabeleceu Frye como o melhor acadêmico vivo de seus tempos da literatura ocidental.

## Biografia

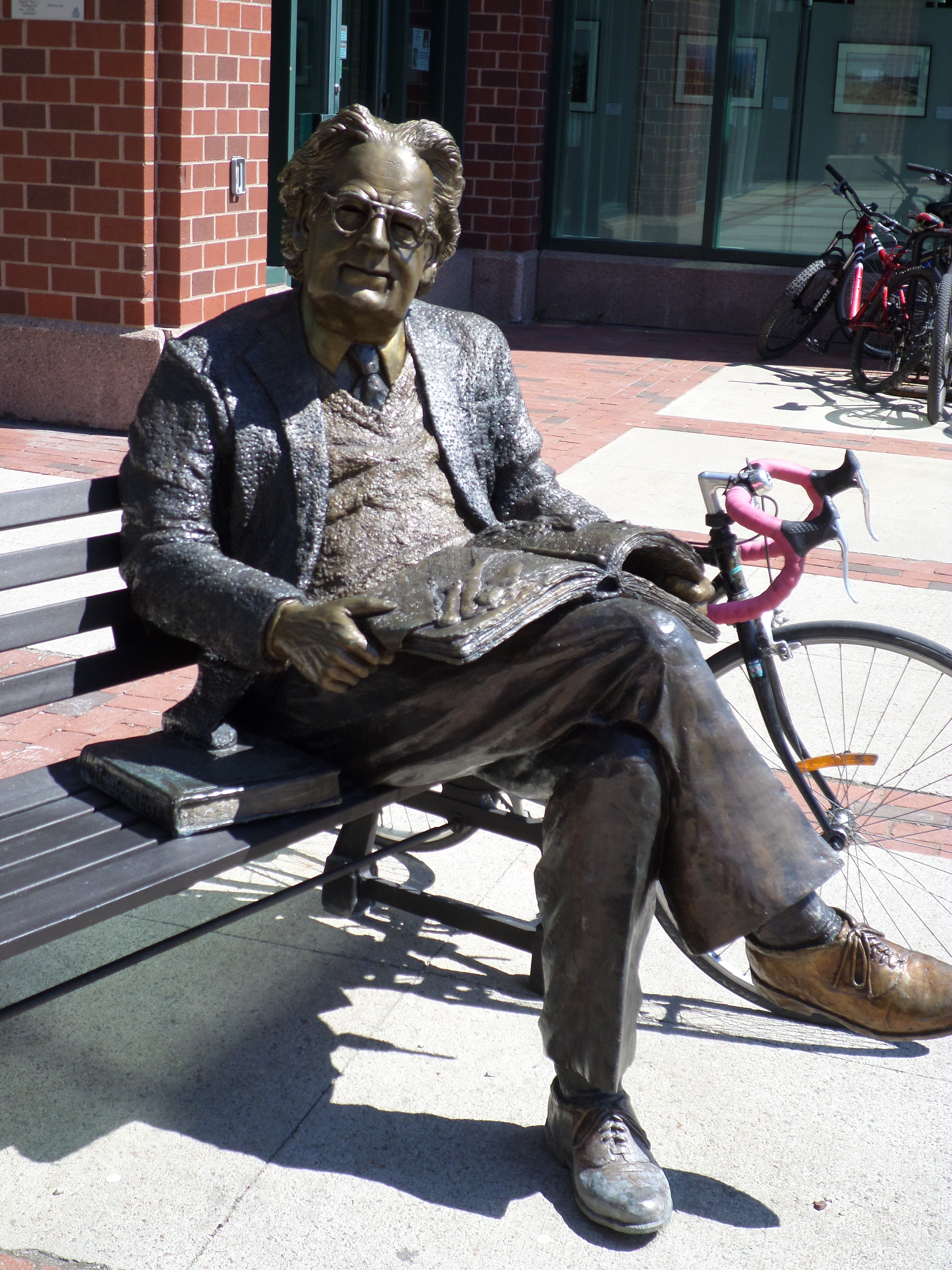
Estátua de Northrop Frye do lado de fora da Moncton Public Library no Blue Cross Center

Nascido em Sherbrooke, Quebec, mas criado em Moncton, New Brunswick. Frye foi o terceiro filho de Herman Edward Frye e Catherine Maud Howard. Seu irmão mais velho, Howard, morreu durante a 1.ª Guerra Mundial; também teve um irmã, Vera. Sua primeira sobrinha foi a cientista, Alma Howard. Frye foi para Toronto para competir em um campeonato nacional de digitação. Ele passou toda sua carreira, incluindo seus dias de aluno da graduação, na Faculdade Victoria, Universidade de Toronto, onde ele editou o jornal literário, Acta Victoriana. Logo após, Frye estudou Teologia no Emmanuel College (assim como o Victoria College, ele era parte da Universidade de Toronto). Após um curto período como seminarista em Saskatchewan, foi ordenado ministro da United Church of Canada. Depois estudou no Merton College, Oxford, onde foi membro e secretário do Bodley Club, depois de voltar ao Victoria College, onde ele passou o resto de sua carreira profissional.
Ele chegou à proeminência internacional quando ainda era estudante.  A poesia profética de William Blake há muito era considerada divagações delirantes que nunca poderiam ser entendidas. Frye encontrou nela um sistema de metáfora derivado do Paraíso Perdido e da Bíblia.  Ele publicou suas descobertas como Fearful Symmetry em 1947.
Dez anos mais tarde ele expandiu sua visão, defendendo em Anatomia da crítica (Anatomy of Criticism, no original) que há certos arquétipos e símbolos usados por toda a literatura. A afirmação de William Blake de que 'o Antigo e o Novo Testamentos são o Grande Código de Arte' tornou-se a doutrina central de todas as críticas de Frye. Essa 'doutrina' encontrou sua expressão máxima em O Grande Código (O Código dos Códigos, no Brasil), descrito por Frye como "uma investigação preliminar da estrutura e tipologia bíblica", cujo objetivo era, em última análise, sugerir "como a estrutura da Bíblia, revelada por sua narrativa e imagens, estava relacionada às convenções e gêneros da literatura ocidental". Dentro desse contexto, ele analisou a novela Dão-Lalalão de João Guimarães Rosa, na qual percebeu influências bíblicas do livro Cantares de Salomão.
Ele também se ocupou de crítica cultural e social e recebeu 39 títulos honorários. Anatomia da crítica permanece um dos mais importantes trabalhos da crítica literária do século XX.
Frye foi premiado com Medalha Lorne Pierce Medal da Royal Society of Canada em 1958. Em 1972 ele recebeu a Comenda da Ordem do Canadá.
Northrop Frye morreu em 1991 e foi enterrado no Mount Pleasant Cemetery em Toronto, Ontário.
Em 2000, ele foi honrado pelo governo do Canadá com sua imagem num selo postal. Um festival devotado aos trabalhos de Northrop Frye é realizado anualmente em Moncton, New Brunswick no mês de abril.